# Khatti
Khatti är en ort i Indien.   Den ligger i distriktet Mahasamund och delstaten Chhattisgarh, i den centrala delen av landet, 1 000 km sydost om huvudstaden New Delhi. Khatti ligger 308 meter över havet och antalet invånare är 917.
Terrängen runt Khatti är platt. Runt Khatti är det ganska tätbefolkat, med 179 invånare per kvadratkilometer. Närmaste större samhälle är Mahāsamund, 10,7 km nordväst om Khatti. Omgivningarna runt Khatti är en mosaik av jordbruksmark och naturlig växtlighet.